# Rag’n’Bone Man
Рори Чарльз Грейем (англ. Rory Charles Graham) известный под псевдонимом Rag’n’Bone Man — британский соул-исполнитель и автор песен. Он известен своим глубоким баритоном. Его первый хитовый сингл «Human» был выпущен в 2016 году, а дебютный альбом с таким же названием вышел в 2017 году. На церемонии BRIT Awards 2017 он был назван «британским прорывом» и получил премию Critics' Choice Award.

## Юность
Рори Грейем родился в деревне в графстве Сассекс. Рори начал выступать в пятнадцатилетнем возрасте, исполняя блюзовые стандарты и известные соул-композиции. К своим кумирам Рори причисляет Оскара Питерсона, Пола Дезмонда и Мадди Уотерса.

## Карьера
В восемнадцать лет Рори переезжает в Брайтон, известный своими инди-исполнителями: The Kooks, Bat for Lashes, The Go! Team. На концертной площадке Concorde 2 Рори выступал на разогреве у хип-хоп исполнителей Pharoahe Monch и KRS-One.
В 2012 году выходит первый мини-альбом «Bluestown», а в 2014 году — мини-альбом «Wolves». В 2015 выходит очередной мини-альбом «Disfigured», трек «Bitter End» с которого получает ротацию на радио BBC 1Xtra. Другой трек из альбома — «Hard Came the Rain» — был навеян сценой из сериала «Игра престолов», в котором умирала девушка Джона Сноу.

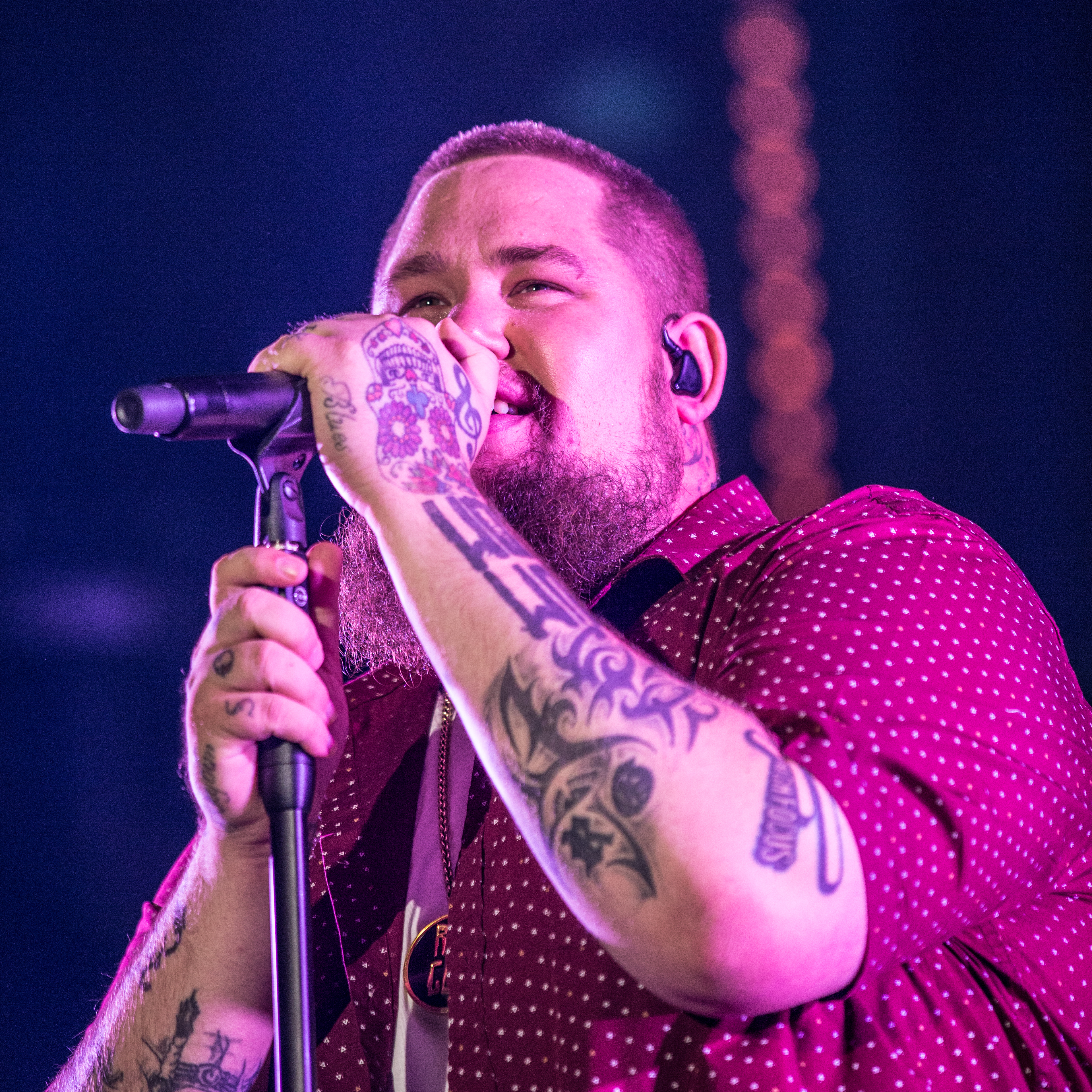
Rag’n’Bone Man на фестивале новой поп-музыки SWR3 в 2017 году

Первым хитом Грейема стала песня «Human», занявшая первое место в чартах Австрии, Германии и Швейцарии. Одноимённый клип, опубликованный 21 июля 2016 года, за три месяца собрал на YouTube более 10 миллионов просмотров (1 миллиард просмотров на 8 декабря 2019 года). Помимо продвижения ставшими традиционными онлайн-методами, Рори Грейем также посетил двенадцать радиостанций в Германии и дал интервью каждой из них.
Дебютный диск Rag’n’Bone Man вышел 10 февраля 2017 года и также получил название Human. Критики отмечают, что несмотря на брутальный внешний вид Грейема, диск содержит медленные ритмы, лишённые присущего большинству хип-хоп исполнителей нигилизма, а треки «Odetta» и «Ego» содержат элементы крунинга
В апреле 2017 года записал совместный с «Gorillaz» трек «The Apprentice».
25 января 2019 года вышел официальный клип на трек «Giant» совместно c Calvin Harris, который к 21 мая 2020 года собрал 253 млн просмотров.
В январе 2021 года он выпустил сингл «All You Ever Wanted» со своего второго студийного альбома Life by Misadventure. Затем записал второй сингл с Pink под названием «Anywhere Away from Here». Первоначально альбом должен был выйти 23 апреля 2021 года, но был перенесен на 7 мая 2021 года.

## Личная жизнь
В сентябре 2017 года у Грэма и его жены Бет Руи родился сын по имени Рубен. Они поженились в мае 2019 года в загсе Льюиса. Но через какое-то время развелись.
Грэм является покровителем брайтонской молодёжной музыкальной благотворительной организации AudioActive.

## Дискография
- Human (2017)
- Life by Misadventure (2021)
- What Do You Believe In? (2024)

## Достижения
| Годы | Награды              | Категория                              | Work    | Результат |
| ---- | -------------------- | -------------------------------------- | ------- | --------- |
| 2017 | Brit Awards          | Critics' Choice Award                  | Сам     | Победа    |
| 2017 | Brit Awards          | British Breakthrough Act               | Сам     | Победа    |
| 2017 | Echo Awards          | International Newcomer                 | Сам     | Победа    |
| 2017 | Echo Awards          | International Male Artist              | Сам     | Победа    |
| 2017 | MTV Europe Awards    | Best New Act                           | Сам     | Кандидат  |
| 2017 | MTV Europe Awards    | Best Push Act                          | Сам     | Кандидат  |
| 2017 | NRJ Music Awards     | International Breakthrough of the Year | Сам     | Кандидат  |
| 2018 | Brit Awards          | British Male Solo Artist               | Сам     | Кандидат  |
| 2018 | Brit Awards          | British Album of the Year              | Human   | Кандидат  |
| 2018 | Brit Awards          | British Single of the Year             | «Human» | Победа    |
| 2018 | Denmark GAFFA Awards | Best Foreign New Act                   | Сам     | Кандидат  |

## Гастроли
- Human Tour (2017)
- Sounds of the City Tour (2018)